# Zwerino
Zwerino (bułg. Зверино) – wieś w Bułgarii, w obwodzie Wraca, w gminie Mezdra. Według danych szacunkowych Ujednoliconego Systemu Ewidencji Ludności oraz Usług Administracyjnych dla Ludności, 15 września 2023 roku miejscowość liczyła 1454 mieszkańców.

## Historia
Informacje o wsi znajdują się w księdze tureckiej z 1430 roku, wymieniona jest ona pod nazwą Izwerine.